# Гетто в Турове
Гетто в Ту́рове (сентябрь 1941 — весна 1942) — еврейское гетто, место принудительного переселения евреев посёлка Туров Житковичского района Гомельской области и близлежащих населённых пунктов в процессе преследования и уничтожения евреев во время оккупации территории Белоруссии войсками нацистской Германии в период Второй мировой войны.

## Оккупация Турова и создание гетто
По переписи 1939 года, в посёлке Туров из 5455 жителей евреев было 1528 человек.
Посёлок в первый раз был занят немецкими войсками с 14 (15) до 31 июля 1941 года. За это время никаких карательных операций регулярные части вермахта не проводили.
Второй раз немцы захватили Туров на несколько часов 4 августа 1941 года силами карательного отряда, и за это короткое время успели убить более десяти евреев.
Окончательно посёлок был занят немцами 23 августа, и оккупация продлилась почти 3 года — до 5 июля 1944 года.
Реализуя нацистскую программу уничтожения евреев, немцы создавали гетто почти во всех городах и населённых пунктах Беларуси, где проживало еврейское население. Так и в Турове оккупанты организовали гетто.

## Условия в гетто

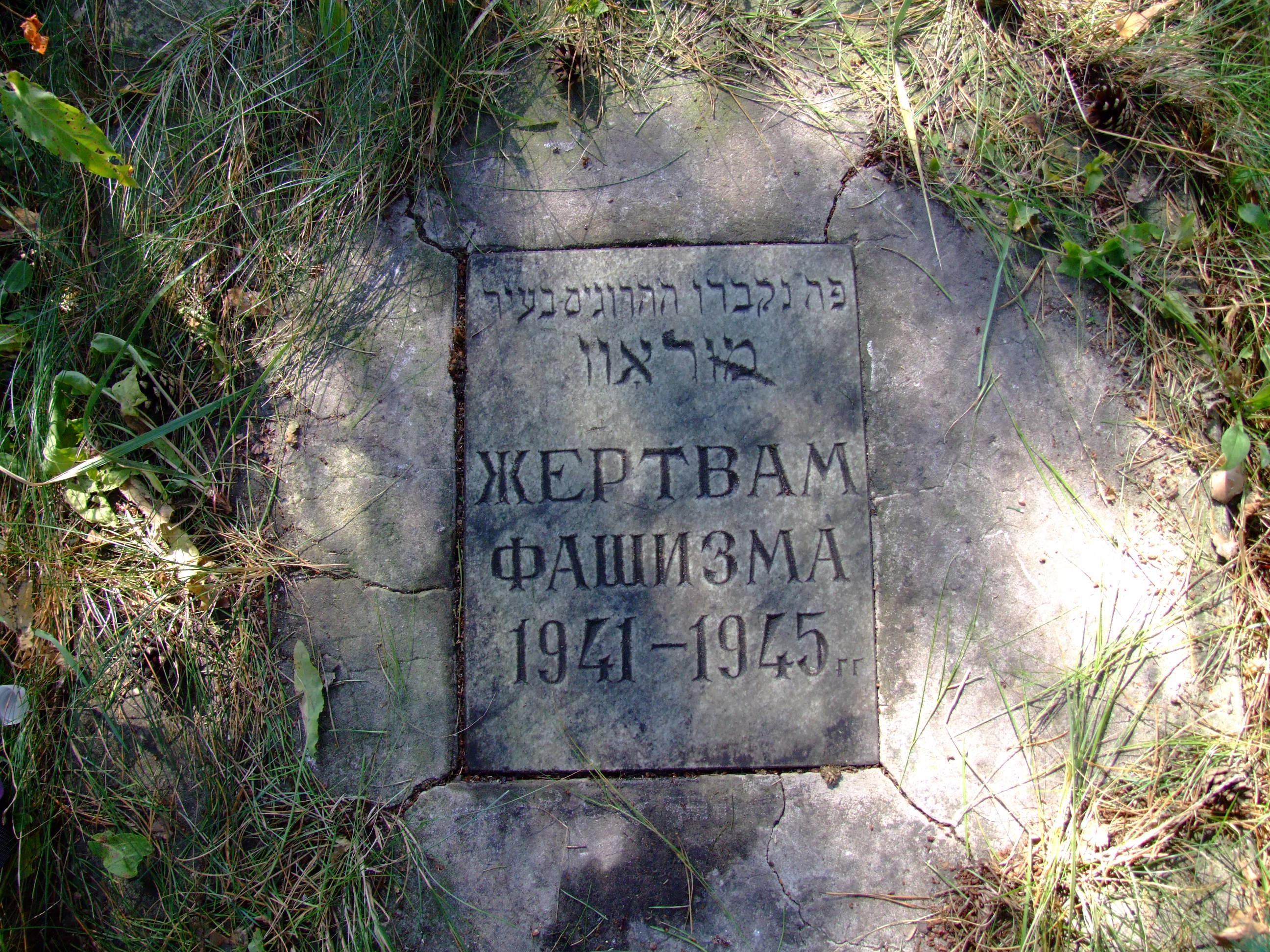
Надпись на памятнике на кладбище Казаргать

Гетто в Турове было «открытого типа», евреев оставили жить в своих домах и назначили им старосту из евреев для передачи нацистских приказов, контроля их выполнения и организации выхода на принудительные работы. Мужчин-евреев на принудительные работы отправляли ежедневно — в основном, на восстановление дорог и моста через реку Припять.
Над евреями постоянно издевались, их избивали и унижали. Стариков заставляли таскать непосильные тяжести.

## Уничтожение гетто
18 августа 1941 года отряд СС отобрал 96 мужчин из числа узников гетто. Их отвели к деревне Ридча и расстреляли — в живых сумели остаться четверо.
К весне 1942 года почти все евреи Турова были убиты, расстрелы проводили немцы и украинские полицейские (103-й батальон шуцманшафта). Затем нацисты начали выискивать потомков евреев от смешанных браков.
7 апреля 1942 года жандармерия Турова обязала нескольких белорусских жителей местечка выкопать яму 4х8 метров и глубиной 2,5 метра на еврейском кладбище в урочище Казаргать примерно в трёх километрах от Турова по дороге на деревню Хильчицы. Затем туда привезли на подводах 15 евреев — женщин и детей, и полицаи их расстреляли. На следующий день, 8 апреля, там же были убиты ещё три еврейки с малолетними детьми — всего девять человек. Осенью 1942 года на этом месте убили и семью Александра Бондаря с тремя детьми от жены-еврейки и ещё около десяти евреев.

## Память
По неполным данным, только за июль-август 1941 года нацисты в процессе нескольких «акций» (таким эвфемизмом нацисты называли организованные ими массовые убийства) убили в Турове около 700 человек, из которых 500 — евреи.
Опубликованы неполные списки жертв геноцида евреев в Турове.
В 1946 году евреи, вернувшиеся в Туров из эвакуации и демобилизовавшиеся из армии, перезахоронили останки убитых родных из разных мест посёлка в одну братскую могилу в урочище Казаргать. В начале 1950-х годов по инициативе Леи Зарецкой на деньги родственников погибших на этой могиле был установлен самодельный памятник с надписью на идише и русском: «Жертвам фашизма, 1941—1945 гг.».